# Бакалов Леонід Ованесович
Бакалов Леонід Ованесович (справжнє прізвище — Попов) — (*8 грудня 1908–1982) — радянський і російський композитор. Заслужений діяч мистецтв РРФСР (1976).
Автор багатьох пісень, романсів, камерних творів. На слова Тараса Шевченка написав солоспів із супроводом фортепіано «Утоптала стежечку» (в перекладі М. Ушакова — «Протоптала тропочку», 1948).
Написав музику до фільмів «Вулиця молодості» (1958) і «Наш чесний хліб» (1964, у співавт. з Б. Карамишевим).
Похований на Вірменському кладовищі в Москві.